# Gymnothorax polyuranodon
Murène d'eau douce
Espèce
Répartition géographique
Statut de conservation UICN

 LC  : Préoccupation mineure
Gymnothorax polyuranodon, communément appelée Murène d'eau douce, est une espèce de poissons de la famille des Muraenidae originaire du bassin Indo-Pacifique, y compris la côte nord de l'Australie, la Papouasie-Nouvelle-Guinée, la Nouvelle-Calédonie, le Sri Lanka, les Philippines, l'Indonésie et diverses îles du Pacifique occidental.

## Description
L'espèce Gymnothorax polyuranodon a été décrite par Pieter Bleeker qui l'observe en 1853,. L'espèce peut mesurer jusqu'à 1,5 mètre mais atteint en réalité rarement plus d'un mètre. Son corps est trapu et presque cylindrique, de couleur jaune à brun clair, couvert de marbrures et de taches noires de taille irrégulière. Sa tête est recouverte de longues bandes noires. Le dessous de sa tête, quant à lui, est de couleur jaune ou blanc. Ses dents pointues, coniques et inclinées vers l'arrière sont très petites par rapport à la taille de sa tête. Sa mâchoire supérieure compte de deux à trois rangées de dents, et sa mâchoire inférieure en compte d'une à trois.

## Alimentation
Comme toutes les murènes, Gymnothorax polyuranodon est carnivore. Son régime alimentaire se compose presque exclusivement de poissons, et occasionnellement de crevettes, de bivalves et de vers. Elle préfère manger des aliments vivants.

## Habitat
Gymnothorax polyuranodon est une espèce vivant en eau peu profonde. Elle vit souvent dans des eaux dont la profondeur n'excède pas trois mètres. On la trouve dans les eaux côtières marines peu profondes, les estuaires, les embouchures de rivières et parfois légèrement en amont des rivières.
Pendant des années, il a été admis que la murène dite « d'eau douce » était en fait une espèce marine qui, contrairement à la plupart des autres murènes, est capable de tolérer les eaux ayant des niveaux de salinité plus faibles et peut même vivre en eau douce, mais seulement pendant de courtes périodes,. Cependant, de plus en plus d'études suggèrent que Gymnothorax polyuranodon est une espèce catadrome de murènes, c'est-à-dire que l'animal passe une grande partie de sa vie en eau douce mais migre vers l'eau salée pour frayer. Les jeunes murènes naissent dans les eaux marines, puis migrent vers les eaux douces pour y vivre la majeure partie de leur vie. Lorsque le moment est venu de se reproduire, les murènes adultes migrent à nouveau vers l'océan pour trouver un partenaire et frayer. Les juvéniles sont fréquemment observés dans les eaux saumâtres, notamment dans les forêts de mangroves, dans lesquelles ils se cachent pour se protéger des poissons de plus grande taille. Les adultes sont couramment observés en eau douce, mais il est possible qu'ils n'y soient que des résidents à court terme ,  , .
Dans le nord-est de l'Australie, des spécimens de Gymnothorax polyuranodon ont été observés dans leur habitat naturel sur une période de trois ans. La majorité d'entre eux, soit près des trois quarts des spécimens observés, préféraient les bassins tranquilles ou les eaux à débit très lent comportant de nombreux blocs rocheux pour se dissimuler.

## Comportement
Ces poissons mènent une vie discrète en journée et s'activent surtout à la période crépusculaire. C'est également une espèce territoriale et solitaire. Si les juvéniles tolèrent la proximité d'autres individus, ce n'est pas le cas des spécimens adultes.
Comme beaucoup de murènes, Gymnothorax polyuranodon a une mauvaise vue mais un excellent odorat et peut se montrer agressive. La salive de l'espèce est légèrement toxique. Bien qu'elle ne soit pas mortelle, une morsure peut néanmoins être très douloureuse, et la blessure peut entraîner une infection.

## Étude en captivité
Gymnothorax polyuranodon est un poisson qui, jusqu'à récemment, a été assez peu étudié. Cependant, ces dernières années, cette espèce a suscité un intérêt croissant, tant du point de vue de la recherche scientifique que de l'aquariophilie. Elle a fait l'objet de plusieurs articles scientifiques et devient de plus en plus visible sur le marché en ligne des espèces de poissons tropicaux, bien qu'elle soit encore présente en très petit nombre par rapport aux autres espèces d'anguilles.
Le maintien de cette espèce en captivité par les aquariophiles dans des conditions environnementales variées a permis d'obtenir davantage d'informations sur l'espèce, notamment sur son cycle de vie et sur sa capacité à vivre à long terme en eau douce. Une étude publiée en 2014 dans le journal Environmental Biology of Fishes a conclu, sur la base de quatre spécimens collectés, que « toutes les anguilles examinées avaient probablement résidé dans des habitats d'eau douce ou estuariens tout au long de leur vie après s'être métamorphosées du stade de leptocéphale au stade d'anguille juvénile ». L'étude poursuit ainsi :
« Le cycle de vie de G. polyuranodon reste encore incertain, mais il est clair que cette espèce d'anguille marine est capable de résider en eau douce pendant de longues périodes. Ceci est rendu évident par l'utilisation de cette espèce en tant qu'espèce d'aquarium d'eau douce, d'après l'étude de spécimens collectés dans des habitats d'eau douce et d'après les résultats de cette étude. La plupart des spécimens collectés en eau douce en Australie n'étaient pas très éloignés de la ligne de marée haute (< 4 km), ou se trouvaient dans des habitats estuariens, et nos spécimens ont été collectés à environ 13 km en amont de l'embouchure de la rivière. Cette espèce est probablement plus facile à détecter dans les habitats d'eau douce qui sont petits et accessibles à l'échantillonnage par rapport aux habitats estuariens et marins où elle pourrait également vivre, mais le manque d'observations de G. polyuranodon dans l'environnement marin suggère qu'il pourrait s'agir principalement d'une espèce d'eau douce et estuarienne. »
Une autre étude, visant à découvrir si Gymnothorax polyuranodon peut grandir et survivre dans un aquarium d'eau douce a noté :
« La question de savoir si la Muraenidae Gymnothorax polyuranodon (Bleeker, 1854) peut survivre, croître et coexister pendant une période prolongée en eau douce et en captivité a été testée à la suite d'observations répétées de cette espèce dans des cours d'eau douce des Tropiques humides australiens. Les changements de la taille corporelle de quatre individus maintenus dans un aquarium d'eau douce de 1 200 litres ont révélé que la croissance annuelle allait d'un minimum de 21,0 cm de longueur totale (LT) et 2,4 fois la masse corporelle à 26,5 cm de LT et 3,9 fois la masse corporelle. La ration quotidienne maximale des individus (nourris de vers, de crevettes et de poissons) variait de 3,4 % à 3,9 % de la masse corporelle… Alors qu'il a déjà été supposé que Gymnothorax polyuranodon soit euryhalin (Monkes, 2006), l'étude actuelle démontre que cette espèce est capable de survivre et de croître de manière substantielle en eau douce. Cette découverte, combinée avec un nombre croissant d'observations exclusivement fluviales de la phase adulte de G. polyuranodon sur le terrain (Allen, 1991 ; Böhlke et McCosker, 2001 ; Marquet et al., 2003 ; Jenkins et al., 2009 ; Ebner et al., 2011, 2016), apporte un soutien significatif à l'idée que G. polyuranodon pourrait être un habitant fluvial à long terme dans sa phase adulte.

## Systématique
Le nom valide complet (avec auteur) de ce taxon est Gymnothorax polyuranodon (Bleeker, 1854).
L'espèce a été initialement classée dans le genre Muraena sous le protonyme Muraena polyuranodon Bleeker, 1854.
Ce taxon porte en français le nom vernaculaire ou normalisé suivant : Murène d'eau douce.
Gymnothorax polyuranodon a pour synonymes :
- Lycodontis polyuranodon (Bleeker, 1854)
- Muraena blematigrina Roberts, 1993
- Muraena polyuranodon Bleeker, 1854
- Polyuranodon kuhli Kaup, 1856
- Polyuranodon kuhlii Kaup, 1856
- Uropterygius fijiensis Fowler & Bean, 1923